# Championnat de France de rugby à XV de Régionale 3
Le championnat de France de Régionale 3 de rugby à XV est le troisième et dernier échelon des championnats régionaux soit le 10e niveau hiérarchique général et le 8e niveau amateur.
Avec la réforme des compétitions françaises actée en 2022, les championnats de 2e série, 3e série, 4e série sont regroupées sous une seule et même division appelée Régionale 3 (composée d'environ 360 clubs),.

## Compétitions territoriales
Au terme de la réforme donnant naissance au championnat de Régionale 3 en lieu et place des championnats de 2e série, 3e série, 4e série, 360 clubs sont engagés dans les 13 ligues régionales pour la saison 2022-2023.

### Phases qualificatives territoriales
Les phases qualificatives des championnats de France Honneur, Promotion d’Honneur et séries territoriales sont laissées à l’initiative des comités territoriaux.
Les compétitions territoriales (Honneur, Promotion d’Honneur, 1re série, 2e série, 3e série, 4e série) sont organisées à l’initiative de chaque comité territorial à partir du classement général de ces associations établi à l’issue de la saison précédente.
Toutefois, ces compétitions doivent être organisées de telle manière qu’elles aboutissent obligatoirement à une phase territoriale ou à une ultime et dernière phase territoriale qualifiant spécifiquement et en propre pour chacun des championnats de France ouverts à ces catégories (Honneur, Promotion d’Honneur, 1re série, 2e série, 3e série, 4e série).
Cette règle s’appliquera quel que soit le nombre d’associations appelées à disputer chacune des épreuves qualificatives. La phase finale territoriale devra à cet effet prévoir la répartition la plus équitable possible entre chaque série du nombre d’associations postulant aux diverses qualifications fédérales (Honneur, Promotion d’Honneur, 1re série, 2e série, 3e série, 4e série).
Les comités présentant au moins 3 groupes dans leur championnat territorial seniors, ne pourront qualifier en championnat de France d’une série donnée une ou des associations qui auraient participé au quart de finale d’une compétition de niveau supérieur ou identique. Une dérogation pourra être acceptée uniquement dans le cas suivant : conséquence de la descente des associations de 3e division fédérale en séries ayant obligé le maintien d’une association dans la même série que la saison précédente.

### Formes de compétitions territoriales

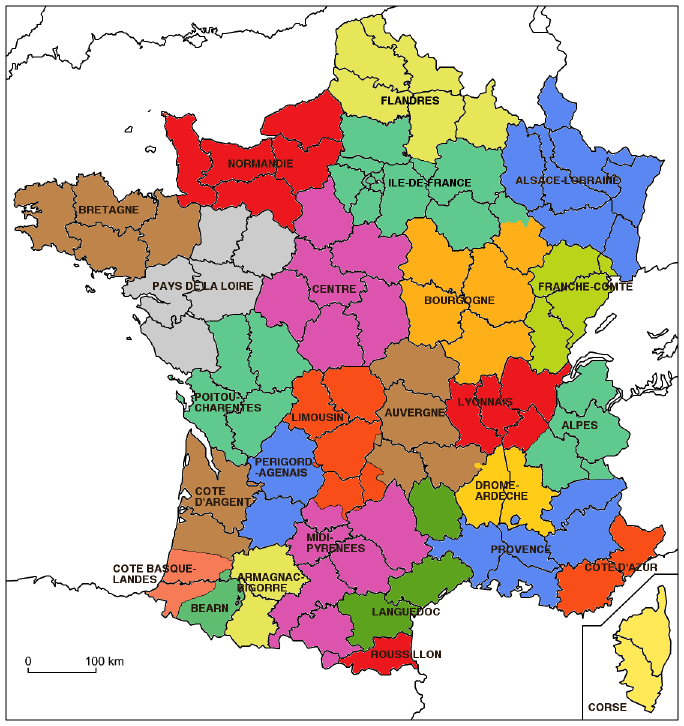
Carte des comités territoriaux jusqu'en 2017.

Carte des ligues régionales depuis 2018.

Les associations peuvent être réparties en groupes.
- Un seul groupe pourra être constitué si le comité a moins de 21 associations
- Deux groupes peuvent être constitués si le comité a de 21 à 40 associations
- Au-dessus de 40 associations, 3 groupes au moins seront constitués

Lorsque deux groupes seront constitués
- Le 1er concernera les compétitions Honneur, Promotion d’Honneur et 1re série
- Le 2e concernera les compétitions 2e série, 3e série et 4e série

Lorsque trois groupes seront constitués
- Le 1er groupe pourra concerner :
  - Soit la compétition Honneur seule
  - Ou la compétition Honneur et Promotion d’Honneur
- Le 2e groupe concernera :
  - La compétition Promotion Honneur seule
  - ou la compétition Promotion Honneur et 1re série
  - ou la compétition Promotion Honneur, 1re série et 2e série
  - ou la compétition  1re série et 2e série
- Le 3e groupe concernera les séries qui ne sont pas dans les deux 1er groupes (les 3e série et 4e série voire 5e série)

## Principe de classement
À la fin des matchs de poules, le classement des équipes par poule est établi en fonction des points terrain obtenus desquels sont retranchés, s’il y a lieu les points de pénalisation.
Le classement général des équipes participant à la même compétition est réalisée de la façon suivante :
1. – Classement des 1er de poule entre eux
2. – Classement des 2e de poule entre eux
3. – Classement des 3e de poule entre eux
4. – et ainsi de suite

Le classement général détermine la qualification, les oppositions et les descentes.

## Palmarès

### Palmarès de Régionale 3
| Année | Champion                                      | Ligue     | Comité départemental | Score | Finaliste              | Ligue              | Comité départemental |
| ----- | --------------------------------------------- | --------- | -------------------- | ----- | ---------------------- | ------------------ | -------------------- |
| 2023  | AS Canet                                      | Occitanie | Aude                 | 40-20 | RAC angérien           | Nouvelle-Aquitaine | Charente-Maritime    |
| 2024  | AOCSC XV / ASQ (Cruzy Saint-Chinian Quarante) | Occitanie | Hérault              | 15-0  | Ovale de Phalempin-OMR | Hauts-de-France    | Nord                 |